# Papirus 125
Papirus 125 (według numeracji Gregory-Aland), oznaczany symbolem {\displaystyle {\mathfrak {P}}^{125}} – wczesny grecki rękopis Nowego Testamentu, spisany w formie kodeksu na papirusie. Paleograficznie datowany jest na III lub IV wiek. Zawiera fragmenty 1. Listu Piotra.

## Opis
Zachowały się tylko fragmenty jednej karty 1. Listu Piotra (1,23-2,5.7-12). Tekst pisany jest jedną kolumną na stronę. Oryginalna karta miała 30 linijek tekstu na stronę.

## Historia
Na liście rękopisów znalezionych w Oksyrynchos umieszczony został na pozycji 4934. Tekst rękopisu opublikowali D. Obdink oraz N. Gonis w 2009 roku. INTF umieścił go na liście rękopisów Nowego Testamentu, w grupie papirusów, dając mu numer 125.
Rękopis datowany jest przez Instytut Badań Tekstu Nowego Testamentu na III lub IV wiek.
Obecnie przechowywany jest w Ashmolean Museum (Papyrology Rooms, P. Oxy. 4934) w Oksfordzie.